# Inhambane
Inhambane (amtlich Cidade de Inhambane) ist die Hauptstadt der mosambikanischen Provinz Inhambane und hat 63.837 Einwohner (2007).

## Geographie
Inhambane liegt an der Mündung des Rio Matumba. Sie ist als Cidade de Inhambane direkt der Provinz untergeordnet. Die Bucht von Inhambane reicht hier tief in das Festland. Sie bildet einen natürlichen Hafen. Zum Munizip Inhambane (Município de Inhambane) gehören auch die Seebäder Praia da Barra (20 km nordöstlich) und Praia do Tofo (24 km östlich).

## Wichtige Gebäude
In der Stadt gibt es viele alte und historische Gebäude. Die Stadt wurde weitestgehend vom Bürgerkrieg verschont und ist heute ein Touristenziel. Die Kathedrale Nossa Senhora de Conceição ist Sitz des Bistums Inhambane. Aus dem Jahr 1840 stammt die alte Moschee am nördlichen Ufer der Bucht. An anderer Stelle ist inzwischen eine neue Moschee errichtet worden.
Der historische Bahnhof wurde 2010 restauriert und wird als Verwaltungsgebäude genutzt, die etwa 35 km lange Gleisverbindung zur Hauptstrecke nach Maputo wurde bereits Mitte der 2000er Jahre demontiert.

## Geschichte

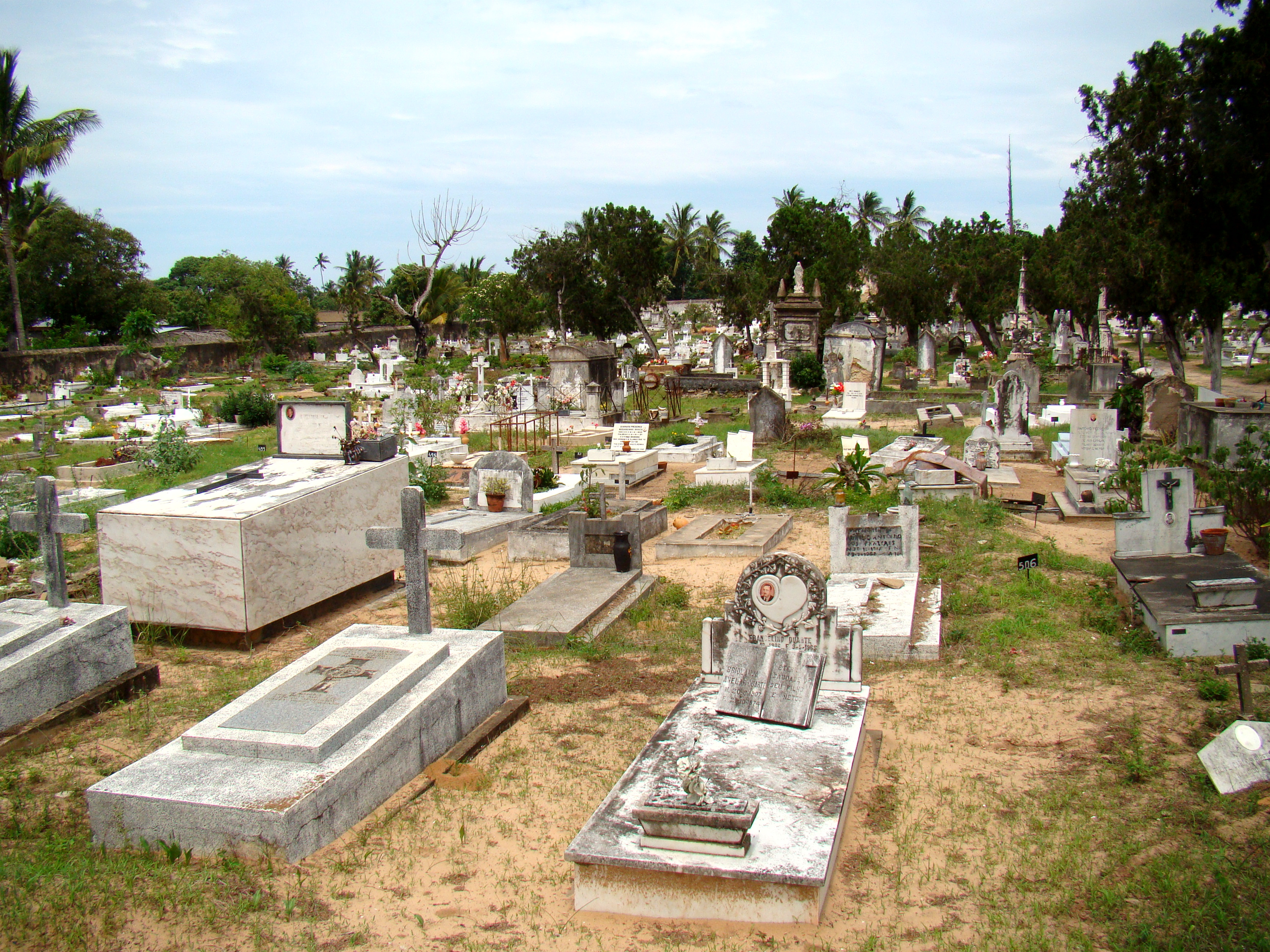
Portugiesischer Friedhof von Inhambane

Inhambane ist eine der ältesten Städte Mosambiks. Hier landete der portugiesische Seefahrer Vasco da Gama am 10. Januar 1498 erstmals an der ostafrikanischen Küste. Er nannte den Ort Terra da Boa Gente, „Land der freundlichen Menschen“. Wie Pemba im Norden und Quelimane im Zentrum des Landes war Inhambane vermutlich schon seit dem 11. Jahrhundert ein wichtiges Handelszentrum der arabischen Seefahrer. Im 17. und 18. Jahrhundert entwickelte sich Inhambane zu einem Umschlagplatz für Elfenbein. Die Stadt erlebte in dieser Zeit ihren wirtschaftlichen Höhepunkt. Unter der portugiesischen Kolonialherrschaft wurden außerdem in der Hochzeit etwa 15.000 Sklaven pro Jahr aus Inhambane verfrachtet.
Inhambane verlor seine Bedeutung als Handelsplatz für den Süden Mosambiks als Lourenço Marques (das heutige Maputo) 1898 Hauptstadt Portugiesisch-Ostafrikas wurde. In den 1950er Jahren wurde eine 400 km lange Straße von Lourenço Marques nach Inhambane gebaut, was den Hafen in völlige Bedeutungslosigkeit versinken ließ. Heute wird er nur noch von der Fischerei benutzt.
Am 12. August 1956 wurde Inhambane zur Stadt erhoben.

## Klimatabelle
|                       | Jan  | Feb  | Mär  | Apr  | Mai  | Jun  | Jul  | Aug  | Sep  | Okt  | Nov  | Dez  |   |      |
| Mittl. Tagesmax. (°C) | 30,9 | 31,0 | 30,3 | 29,2 | 27,4 | 25,5 | 25,0 | 25,6 | 26,6 | 28,2 | 29,0 | 30,1 | ⌀ | 28,2 |
| Mittl. Tagesmin. (°C) | 23,2 | 23,3 | 22,5 | 21,0 | 18,8 | 16,8 | 16,1 | 16,9 | 18,5 | 20,2 | 21,4 | 22,4 | ⌀ | 20,1 |
|                       |      |      |      |      |      |      |      |      |      |      |      |      |   |      |
| Niederschlag (mm)     | 153  | 143  | 100  | 67   | 55   | 57   | 36   | 31   | 26   | 36   | 77   | 147  | Σ | 928  |
|                       |      |      |      |      |      |      |      |      |      |      |      |      |   |      |
| Sonnenstunden (h/d)   | 6,7  | 6,9  | 6,6  | 6,9  | 7,1  | 6,4  | 6,8  | 7,4  | 7,0  | 7,2  | 6,5  | 6,8  | ⌀ | 6,9  |
|                       |      |      |      |      |      |      |      |      |      |      |      |      |   |      |
| Regentage (d)         | 9    | 9    | 9    | 7    | 7    | 6    | 5    | 3    | 3    | 4    | 6    | 7    | Σ | 75   |
|                       |      |      |      |      |      |      |      |      |      |      |      |      |   |      |
| Luftfeuchtigkeit (%)  | 75   | 75   | 74   | 75   | 77   | 78   | 76   | 75   | 75   | 74   | 73   | 73   | ⌀ | 75   |

| 23,2 |

| 23,3 |

| 22,5 |

| 21,0 |

| 18,8 |

| 16,8 |

| 16,1 |

| 16,9 |

| 18,5 |

| 20,2 |

| 21,4 |

| 22,4 |

| 23,2 |

| 23,3 |

| 22,5 |

| 21,0 |

| 18,8 |

| 16,8 |

| 16,1 |

| 16,9 |

| 18,5 |

| 20,2 |

| 21,4 |

| 22,4 |

## Wirtschaft und Verkehr

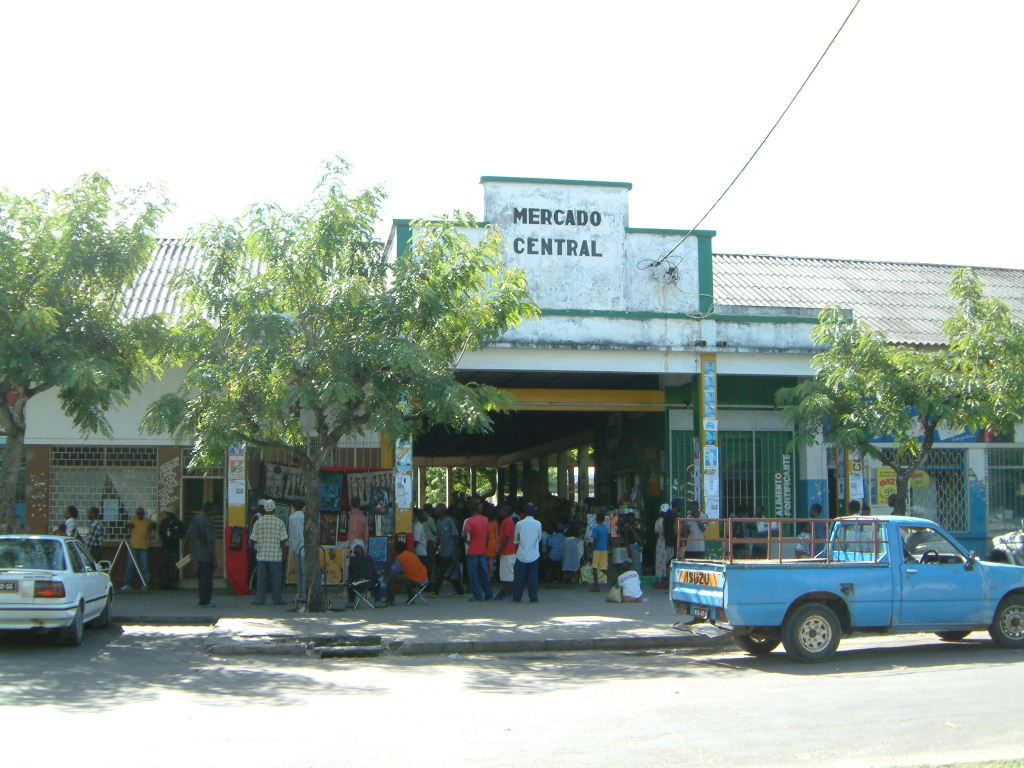
Mercado Central

Der internationale Flughafen Inhambane wird im Liniendienst täglich von Maputo sowie mehrfach wöchentlich von Johannesburg aus angeflogen. Darüber hinaus führen verschiedene südafrikanische Fluggesellschaften in der Hauptsaison Charterflüge auch ab Kapstadt und Durban durch. Nach Maxixe, der größten Stadt der Provinz Inhambane, fahren Daus im Fährbetrieb mehrmals die Stunde über die etwa 3 km breite Bucht.

## Söhne und Töchter der Stadt
- Rui Knopfli (1932–1997), Schriftsteller und Poet.
- Tina Paulino (* 1973), Mittelstreckenläuferin